# Finale Europacup II 1999
De finale van de Europacup II van het seizoen 1998/99 werd gehouden op 19 mei 1999 in Villa Park in Birmingham. Het was de 39e en tevens laatste editie van het voetbaltoernooi. Vanaf het seizoen 1999/00 smolt de Europacup II samen met de UEFA Cup.
Het Italiaanse Lazio Roma won met 2-1 van het Spaanse RCD Mallorca. Voor zowel Lazio als Mallorca was het de eerste keer dat de finale bereikt werd.

## Wedstrijd
|             |                     |       |              |                                                                                        |
| 19 mei 1999 | Lazio Roma          | 2 – 1 | RCD Mallorca | Villa Park, Birmingham Toeschouwers: 33.021 Scheidsrechter: Günther Benkö (Oostenrijk) |
| 19 mei 1999 | Vieri 7' Nedvěd 81' |       | 11' Dani     | Villa Park, Birmingham Toeschouwers: 33.021 Scheidsrechter: Günther Benkö (Oostenrijk) |

| Lazio | Mallorca |

| Lazio Roma:         |    |                   |       |
|                     |    |                   |       |
| GK                  | 1  | Luca Marchegiani  | 90+1' |
| RB                  | 15 | Giuseppe Pancaro  |       |
| CB                  | 13 | Alessandro Nesta  |       |
| CB                  | 11 | Siniša Mihajlović | 22'   |
| LB                  | 5  | Giuseppe Favalli  |       |
| RM                  | 20 | Dejan Stanković   | 56'   |
| CM                  | 10 | Roberto Mancini   | 90'   |
| CM                  | 25 | Matías Almeyda    |       |
| LM                  | 18 | Pavel Nedvěd      | 84'   |
| CF                  | 9  | Marcelo Salas     |       |
| CF                  | 32 | Christian Vieri   | 38'   |
| Invallers:          |    |                   |       |
| GK                  | 22 | Marco Ballotta    |       |
| DF                  | 2  | Paolo Negro       |       |
| DF                  | 17 | Guerino Gottardi  |       |
| DF                  | 24 | Fernando Couto    | 90'   |
| MF                  | 7  | Attilio Lombardo  | 84'   |
| MF                  | 14 | Sérgio Conceição  | 56'   |
| MF                  | 21 | Iván de la Peña   |       |
| Coach:              |    |                   |       |
| Sven-Göran Eriksson |    |                   |       |

| RCD Mallorca: |    |                  |     |
|               |    |                  |     |
| GK            | 13 | Carlos Roa       |     |
| RB            | 14 | Javier Olaizola  |     |
| CB            | 4  | Gustavo Siviero  | 54' |
| CB            | 5  | Marcelino        |     |
| LB            | 3  | Miquel Soler     |     |
| RM            | 12 | Lauren           |     |
| DM            | 23 | Vicente Engonga  |     |
| AM            | 10 | Ariel Ibagaza    |     |
| LM            | 11 | Jovan Stanković  |     |
| CF            | 9  | Dani             |     |
| CF            | 22 | Leonardo Biagini | 73' |
| Invallers:    |    |                  |     |
| GK            | 1  | César Gálvez     |     |
| DF            | 7  | Lluís Carreras   |     |
| DF            | 20 | Fernando Niño    |     |
| MF            | 15 | Paco Soler       |     |
| FW            | 8  | Carlitos         |     |
| FW            | 21 | Veljko Paunović  | 73' |
| FW            | 24 | Ariel López      |     |
| Coach:        |    |                  |     |
| Héctor Cúper  |    |                  |     |

1960/61 · 1961/62 · 1962/63 · 1963/64 · 1964/65 · 1965/66 · 1966/67 · 1967/68 · 1968/69 · 1969/70 · 1970/71 · 1971/72 · 1972/73 · 1973/74 · 1974/75 · 1975/76 · 1976/77 · 1977/78 · 1978/79 · 1979/80 · 1980/81 · 1981/82 · 1982/83 · 1983/84 · 1984/85 · 1985/86 · 1986/87 · 1987/88 · 1988/89 · 1989/90 · 1990/91 · 1991/92 · 1992/93 · 1993/94 · 1994/95 · 1995/96 · 1996/97 · 1997/98 · 1998/99